# コッパルベリ・ブリィヤリ
コッパルベリ・ブリィヤリ（Kopparbergs Bryggeri）は、バーリラーエン（Bergslagen）に所在するスウェーデンで最大のブルワリーでありシードルの製造会社である。

## ブルワリー
コッパルベリ社は現在では上場株式会社であるが、元々は小さなブルワリーが集まって設立された。コッパルベリ工場は1945年に建てられ、1988年にスイスのブルワリーの傘下に収まるまでフル操業していた。1993年にスイスの所有者が事業から撤退し、ブルワリーは銀行の所有になった。1994年初めにペーター（Peter）とダン＝アンデルス・ブロンスマン（Dan-Anders Bronsman）の兄弟によりブルワリーは再開され、それ以来この兄弟が事業を運営している。
2003年、スウェーデンで平均的なビールの販売価格が13クローネから16クローネであるところへ、10クローネの価格のソフィエロ・オリジナルの販売を開始する。以降、ソフィエロ・オリジナルは11年間連続で「最もスウェーデンで売れているビール」とされる。2013年の販売量は年間で約1560万リットルであり、単純計算では1秒に1本売れたことになる。

## 英国市場への参入
コッパルベリ社のシードルは2003年にB O Times1 Limitedにより英国に紹介された。コッパルベリ社は以前にバルマー社（H. P. Bulmer）と提携して自社製品を販売しようとしたが契約を獲得できなかった。
コッパルベリのブランドは現在英国市場に浸透し始めており、2006年初めからは全国的に販売されている。コッパルベリの製品は、スウェーデンのコッパルベリ社の子会社サイダー・オブ・スウェーデン社（[www.ciderofsweden.com Cider of Sweden]）が市場活動と流通を担当している。コッパルベリ社のシードルは英国市場で成長を続けており、英国内のほとんどの主要なスーパーマーケットやバーのチェーン店に置いてある。当初はリンゴと洋ナシのシードルだけの販売であったが2007年遅くにノンアルコールの洋ナシのシードルとミックスフルーツのシードルが追加された。
コッパルベリのブランドは現在は夏果実と冬果実も追加している。2007年のウェザースプーン（Wetherspoons）のエール祭りで特別版チェリー・バラエティ（Special Edition Cherry Variety）を発売し、オリジナルの味（既存のリンゴとは別）も発売した。
スペインではイチゴ風味も発売されている。
アルコール入りとノンアルコールのコッパルベリ・ペアサイダーはイケアのフードマーケットで購入できる。